# Tuja (19. Dynastie)
Tuja, auch Mut-Tuja, (* 1325 v. Chr.?; † 1258 v. Chr.) war eine altägyptische Königin und Große königliche Gemahlin (Hemet-nisut-weret) von Sethos I. in der 19. Dynastie. Außerdem hatte sie den Titel Gottesgemahlin des Amun inne.

## Herkunft und Familie
Tuja war die Tochter eines Offiziers der Streitwagentruppe namens Raia und seiner Frau Ruia. Beide sind von einem Reliefblock aus Medinet Habu bekannt.
Mit Sethos I. war sie bereits vor seiner Inthronisation verheiratet. Mit der Krönung ihres Ehemanns stieg sie zur Großen Königlichen Gemahlin auf und trug zusätzlich die Titel einer Königs- und Gottesmutter.
Tuja und Sethos I. hatten nachgewiesenermaßen folgende Kinder: die Söhne Nebchasetnebet, der schon im Kindesalter verstarb, und den späteren Pharao Ramses II., sowie die Tochter Tia. Henutmire galt lange Zeit als weitere Tochter der beiden. Allerdings war sie tatsächlich eine zur Großen königlichen Gemahlin erhobene Tochter Ramses II.

## Ihre Bedeutung
Tuja war Mitregentin ihres Sohnes Ramses II., der ihr den Titel Mut-Tuja verlieh. Damit wurde sie, wie Ramses selbst, in einen göttlichen Status erhoben. Dadurch erinnerte sie an die göttliche Geburt ihres Sohnes, worauf auch die als Spolien verbauten Reste einer Geburtslegende in Medinet Habu hinweisen.
Sie muss noch im 21. Regierungsjahr von Ramses II. gelebt haben. In diesem Jahr schloss der Herrscher einen Friedensvertrag mit den Hethitern und es wurden in den folgenden Jahren Briefe zwischen Ramses II. und seinem Hofstaat mit dem Königshaus der Hethiter ausgetauscht. Tuja schrieb auch Briefe, ist aber wohl schon im folgenden Jahr verstorben. Weinkrüge aus ihrem Grab datieren in das Jahr 22. Tuja wurde im Tal der Königinnen in Grab QV80 bestattet.

## Monumente
Nördlich vom Ramesseum ließ Sethos I. einen Doppeltempel errichten, der zunächst vermutlich Amenophis I. und seiner Mutter Ahmose-Nefertari geweiht war. Ramses II. ließ ihn später erneuern und für seine Mutter Tuja sowie seine Gemahlin Nefertari umwidmen. Dieter Arnold zufolge handelt es sich möglicherweise um ein Mammisi (Geburtshaus). Von dem kleinen Tempel ist nur noch der Grundriss erhalten geblieben, da er in der Spätzeit von Pharao Hakoris zerstört wurde.
Von Tuja sind mehrere Statuen bezeugt. Die zwei bekanntesten und größten Skulpturen befinden sich seitlich der königlichen Kolossalstatuen vor dem Tempel von Abu Simbel. Aus der Zeit von Sethos I. stammt ein Statuenkopf aus Qurna. Diodor zufolge soll eine Statue von ihr einen Ramses-Koloss im Hof des Ramesseums flankiert haben, weitere befinden sich heute in den Museen von Kairo (JE 37484), dem Vatikan (Inventarnr. 22678) und im Louvre (E 27.132).

## Rezeption
Die Figur der Tuja erscheint in diversen Historienfilmen, wobei es sich meist um Verfilmungen der Mose-Geschichte handelt. Im Zeichentrickfilm Der Prinz von Ägypten wird die Rolle im Original von Helen Mirren gesprochen. In Exodus: Götter und Könige (2014) spielt Sigourney Weaver Tuja.